# Spanische Badmintonmannschaftsmeisterschaft
Spanisch Badmintonmannschaftsmeisterschaften werden seit 1987 ausgetragen. Derzeit sind die beiden höchsten Spielklassen die División de Honor mit 12 Teams gefolgt von der Primera Nacional, wo 16 Teams gegeneinander antreten.

## Titelträger gemischte Mannschaften
| Saison | Meister                                     |
| ------ | ------------------------------------------- |
| 1987   | Bádminton Club Coruña                       |
| 1988   | Bádminton Club Coruña                       |
| 1989   | CB Benalmádena                              |
| 1990   | Escolapios-Nava                             |
| 1991   | CB Benalmádena                              |
| 1992   | Club Bádminton Rinconada - Comprovi         |
| 1993   | Club Bádminton Rinconada                    |
| 1994   | Club Atlético Nadir                         |
| 1995   | Club Atlético Nadir                         |
| 1996   | Club Bádminton Alicante                     |
| 1997   | Club Bádminton Alicante                     |
| 1998   | Club Bádminton Alicante                     |
| 1999   | Club Bádminton Alicante                     |
| 2000   | Club Bádminton Alicante                     |
| 2001   | Club Bádminton Alicante                     |
| 2002   | Club Bádminton Alicante                     |
| 2003   | Club Bádminton Rinconada                    |
| 2004   | Club Bádminton Rinconada                    |
| 2005   | Club Bádminton Rinconada                    |
| 2006   | Club Bádminton Rinconada                    |
| 2007   | Club Bádminton Rinconada                    |
| 2008   | Club Bádminton Rinconada                    |
| 2009   | Club Bádminton Rinconada                    |
| 2010   | Soderinsa Rinconada                         |
| 2011   | Soderinsa Rinconada                         |
| 2012   | Soderinsa Rinconada                         |
| 2013   | Real Club Recreativo Bádminton IES La Orden |
| 2014   | Real Club Recreativo Bádminton IES La Orden |
| 2015   | CB Oviedo                                   |
| 2016   | Real Club Recreativo Bádminton IES La Orden |
| 2017   | Real Club Recreativo Bádminton IES La Orden |
| 2018   | Real Club Recreativo Bádminton IES La Orden |
| 2019   | Real Club Recreativo Bádminton IES La Orden |
| 2020   | Real Club Recreativo Bádminton IES La Orden |
| 2021   | CB Oviedo                                   |
| 2022   | Real Club Recreativo Bádminton IES La Orden |
| 2023   | Real Club Recreativo Bádminton IES La Orden |
| 2024   | Real Club Recreativo Bádminton IES La Orden |